# 장익제
장익제(1973년 2월 14일~)는 대한민국의 골프 선수이다. 1998년에 프로로 전향하여 일본 투어에서 3회 우승했다.